# Darío Díaz Pérez
Darío Hugo Díaz Pérez (Lanús, Provincia de Buenos Aires, 18 de abril de 1951)  es un político argentino. Fue intendente del Partido de Lanús entre el 10 de diciembre de 2007 y el 10 de diciembre de 2015 y senador por la Provincia de Buenos Aires desde el 10 de diciembre de 2015 hasta el 10 de diciembre de 2019. Fue Presidente del Instituto de Obra Social de las Fuerzas Armadas desde el 10 de diciembre de 2019 hasta el 10 de diciembre de 2023.

## Trayectoria política
Entre 1969 y 1971 fue el presidente de Acción Católica en la parroquia San Judas Tadeo de Lanús y entre 1976 y 1978 se desempeñó como la autoridad máxima del Club Lanús Oeste, Deportivo y Cultural.
En 1997 se convirtió en Congresal del Partido Justicialista de la Provincia de Buenos Aires y Secretario del PJ de Lanús. Hermano de  Néstor Díaz Pérez, quien fuera una figura de importancia en el Club Atlético Lanús lo que como resultado, hace que el estadio de la máxima institución deportiva del Partido lleve como nombre Estadio Ciudad de Lanús-Néstor Díaz Pérez
En las elecciones generales de 2007 se presentó por el Frente para la Victoria como candidato a intendente contando con el apoyo del senador nacional José Pampuro  , venciendo a Manuel Quindimil, al obtener el 33,94% de los sufragios. En las elecciones generales de 2011, resultó elegido nuevamente con el 40,72% de los votos.
El 25 de octubre de 2015, fue elegido senador de la provincia de Buenos Aires, al encabezar la lista de candidatos del Frente para la Victoria por la tercera sección electoral obteniendo 336.356 de votos (el 42,25%). En diciembre de 2017 ganó  las elecciones internas del Partido Justicialista de Lanús, el cual reside desde diciembre de 2009. Actualmente fue designado por el presidente de la nación Alberto Fernández  y el ministro de Defensa Agustín Rossi para ocupar el cargo de presidente de IOSFA.